# Vitoria/Gasteiz
Vitoria/Gasteiz – stacja kolejowa w Vitorii, w Kraju Basków, w Hiszpanii. Znajdują się tu 2 perony.